# Fredrik Koos
Fredrik Koos, född 20 oktober 1982 i Lerberget, är en svensk handbollsspelare som spelar i Oxie IF. Fram till 2009 spelade Koos i Elitserien i handboll för herrar med HK Malmö. 
Civilt arbetar Fredrik som fastighetsmäklare vid Lind & Co i Malmö.